# Вітер в обличчя (фільм, 1930)
«Вітер в обличчя» (альтернативна назва: «Плавляться дні») — радянська чорно-біла кінодрама режисерів Йосипа Хейфица і Олександра Зархі за спектаклем ТРАМу «Плавляться дні». Прем'єра відбулася 4 квітня 1930 року. Фільм до наших днів не зберігся.

## Сюжет
Кінець 1920-х років. Група комсомольців переробляє пивну на околиці міста під гуртожиток-комуну. У організатора комуни Бориса і його дружини Ніни народжується дитина. Це змушує їх переселитися до батьків Ніни, де молоді люди потрапляють у задушливу обстановку міщанського побуту. Борис не витримує і повертається в комуну. Над містом здіймається буря, яка загрожує повінню. Разом з чоловіком та іншими комсомольцями Ніна допомагає врятувати майно фабрики. Кадри бурі символізують думку, що радянській молоді слід іти «проти вітру», наперекір відсталості й рутині міщанського побуту.

## У ролях
- Олег Жаков —  Борис
- Олександр Мельников —  Валер'ян, секретар осередку
- Дмитро Жиряков —  Яшка
- Тетяна Петрова —  Туся
- Зоя Глейзарова —  Ніна
- Г. Стоколова —  Маруся
- Ольга Кузнецова —  Льоля
- Микола Вільдгрубе —  Микола
- Анна Оржицька —  мати
- Медведников —  батько

## Знімальна група
- Постановка: Йосип Хейфиц, Олександр Зархі
- Сценарій: Микола Львов (п'єса), Йосип Берхін
- Оператори: Михайло Каплан, Хечо Назар'янц
- Художник: Олена Аладжалова